# Montagny-Sainte-Félicité
Pour les articles homonymes, voir Montagny et Sainte-Félicité.
Montagny-Sainte-Félicité est une commune française située dans le département de l'Oise, en région Hauts-de-France.

## Géographie

### Localisation
Montagny-Sainte-Félicité est un village rural situé dans la  plaine agricole du multien dans l'ancien Valois, au sud de l'Oise, à la lisière sud-est de la forêt d'Ermenonville, à 45 km à vol d'oiseau de Paris et jouxtant par l'ouest Nanteuil-le-Haudouin.
Cette proximité avec la capitale, et surtout son accès direct à la route nationale 2 (France métropolitaine) et donc au pôle économique de Roissy, constituent des atouts pour son développement. Par ailleurs, le village se trouve à 21 km au sud-est de Chantilly, 16 km au sud-ouest de Crépy-en-Valois et 51 km de Soissons, 22 km au nord-ouest de Meaux et 19 km de l'aéroport de Paris-Charles-de-Gaulle.
La commune se trouve dans l'aire d'attraction de Paris, dans la zone d'emploi de Soissons et dans le bassin de vie du Plessis-Belleville.

### Communes limitrophes
En dépit de sa superficie modeste de 5,67 km2, Montagny compte huit communes limitrophes. Toutefois, la limite commune avec Fontaine-Chaalis n'atteint pas 300 m, et celle avec Montlognon ne dépasse pas 400 m, dans les deux cas en lisière du bois de Perthe, massif annexe de la forêt d'Ermenonville. La limite avec Baron correspond également à la lisière de la forêt. Comme particularité, la commune d'Ermenonville arrive jusqu'à la ferme des Grimpereaux à l'entrée ouest du village
| Fontaine-Chaalis Montlognon | Baron                    | Versigny             |
| Ermenonville                | Montagny-Sainte-Félicité | Nanteuil-le-Haudouin |
|                             | Le Plessis-Belleville    | Silly-le-Long        |

### Géologie et relief
La superficie de la commune est de 5,67 km2 ; son altitude varie de 100  à   124 mètres.

### Hydrographie

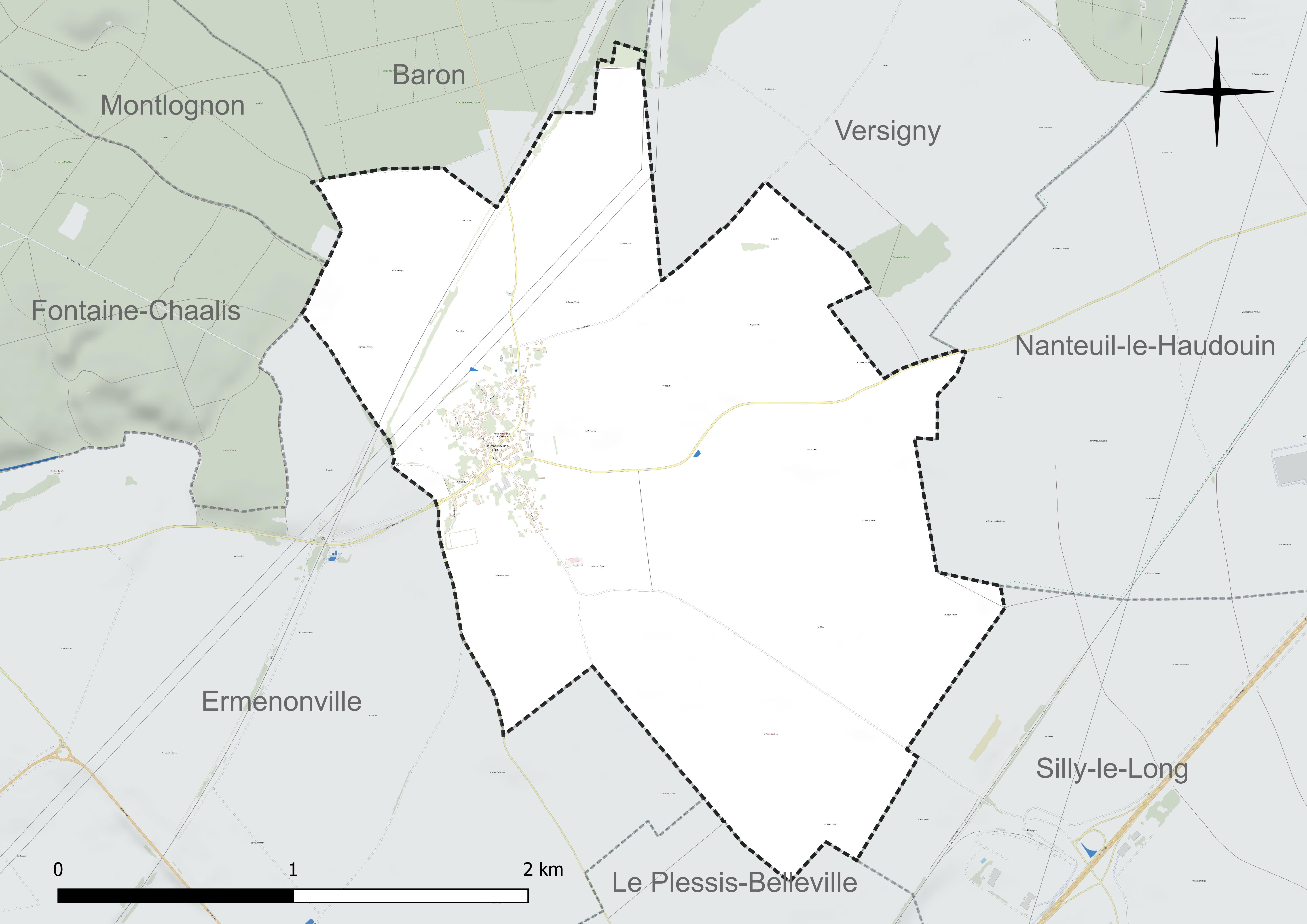
Réseau hydrographique de Montagny-Sainte-Félicité.

La commune est située dans le bassin Seine-Normandie.
Elle n'est drainée par aucun cours d'eau,.

### Climat
Pour des articles plus généraux, voir Climat des Hauts-de-France et Climat de l'Oise.
En 2010, le climat de la commune est de type climat océanique dégradé des plaines du Centre et du Nord, selon une étude du CNRS s'appuyant sur une série de données couvrant la période 1971-2000. En 2020, Météo-France publie une typologie des climats de la France métropolitaine dans laquelle la commune est exposée à un climat océanique altéré et est dans la région climatique  Nord-est du bassin Parisien, caractérisée par un ensoleillement médiocre, une pluviométrie moyenne régulièrement répartie au cours de l'année et un hiver froid (3 °C).
Pour la période 1971-2000, la température annuelle moyenne est de 10,7 °C, avec une amplitude thermique annuelle de 15,1 °C. Le cumul annuel moyen de précipitations est de 724 mm, avec 11,3 jours de précipitations en janvier et 8,4 jours en juillet. Pour la période 1991-2020, la température moyenne annuelle observée sur la station météorologique la plus proche, située sur la commune du Plessis-Belleville à 4 km à vol d'oiseau, est de 11,4 °C et le cumul annuel moyen de précipitations est de 661,7 mm,. Pour l'avenir, les paramètres climatiques de la commune estimés pour 2050 selon différents scénarios d'émission de gaz à effet de serre sont consultables sur un site dédié publié par Météo-France en novembre 2022.
| Mois                                  | jan.           | fév.           | mars           | avril         | mai           | juin          | jui.          | août          | sep.          | oct.          | nov.          | déc.          | année      |
| ------------------------------------- | -------------- | -------------- | -------------- | ------------- | ------------- | ------------- | ------------- | ------------- | ------------- | ------------- | ------------- | ------------- | ---------- |
| Température minimale moyenne (°C)     | 1,6            | 1,9            | 3              | 5,3           | 8,4           | 11,5          | 13,1          | 12,9          | 10,3          | 8,2           | 4,9           | 2,2           | 6,9        |
| Température moyenne (°C)              | 4              | 5              | 7,3            | 10,8          | 13,7          | 17,3          | 19,5          | 18,9          | 15,9          | 12,2          | 7,8           | 4,6           | 11,4       |
| Température maximale moyenne (°C)     | 6,4            | 8              | 11,5           | 16,4          | 19            | 23            | 25,8          | 24,9          | 21,5          | 16,2          | 10,6          | 7             | 15,9       |
| Record de froid (°C) date du record   | −14,1 10.01.09 | −11,9 07.02.12 | −11,2 13.03.13 | −3,9 07.04.21 | −0,7 06.05.19 | 2,9 01.06.06  | 3,8 31.07.15  | 5,1 26.08.18  | −0,3 30.09.18 | −5,7 28.10.03 | −5,7 30.11.10 | −8,7 19.12.09 | −14,1 2009 |
| Record de chaleur (°C) date du record | 15,5 09.01.15  | 19,4 27.02.19  | 23,8 31.03.21  | 29,1 20.04.18 | 31,4 27.05.17 | 35,5 18.06.22 | 42,2 25.07.19 | 40,1 06.08.03 | 34,9 09.09.23 | 28,3 01.10.11 | 21,7 08.11.15 | 16,6 17.12.15 | 42,2 2019  |
| Précipitations (mm)                   | 56,2           | 49,8           | 48,8           | 36,2          | 74,2          | 63,4          | 53,2          | 60,3          | 46            | 53,5          | 52,6          | 67,5          | 661,7      |

### Paysages
Contrairement à ce que suggère la proximité de la forêt, qui commence à 700 m derrière les dernières maisons de Montagny, la commune ne présente pas le moindre mètre carré de forêt sur son territoire. Le bois de Perthe appartient à Fontaine-Chaalis, et le bois de Montlognon à la commune du même nom, respectivement à Baron pour son secteur formé de bois privés. Le paysage de Montagny est marqué par les surfaces agricoles, ainsi que par la LGV Nord qui passe à l'ouest, dans un sens nord-sud, coupant la relation visuelle entre village et forêt. Le relief est à peu près plat, avec une altitude variant seulement entre 100 m et 124 m. Aucun cours d'eau n'irrigue le territoire communal.

### Milieux naturels et biodiversité

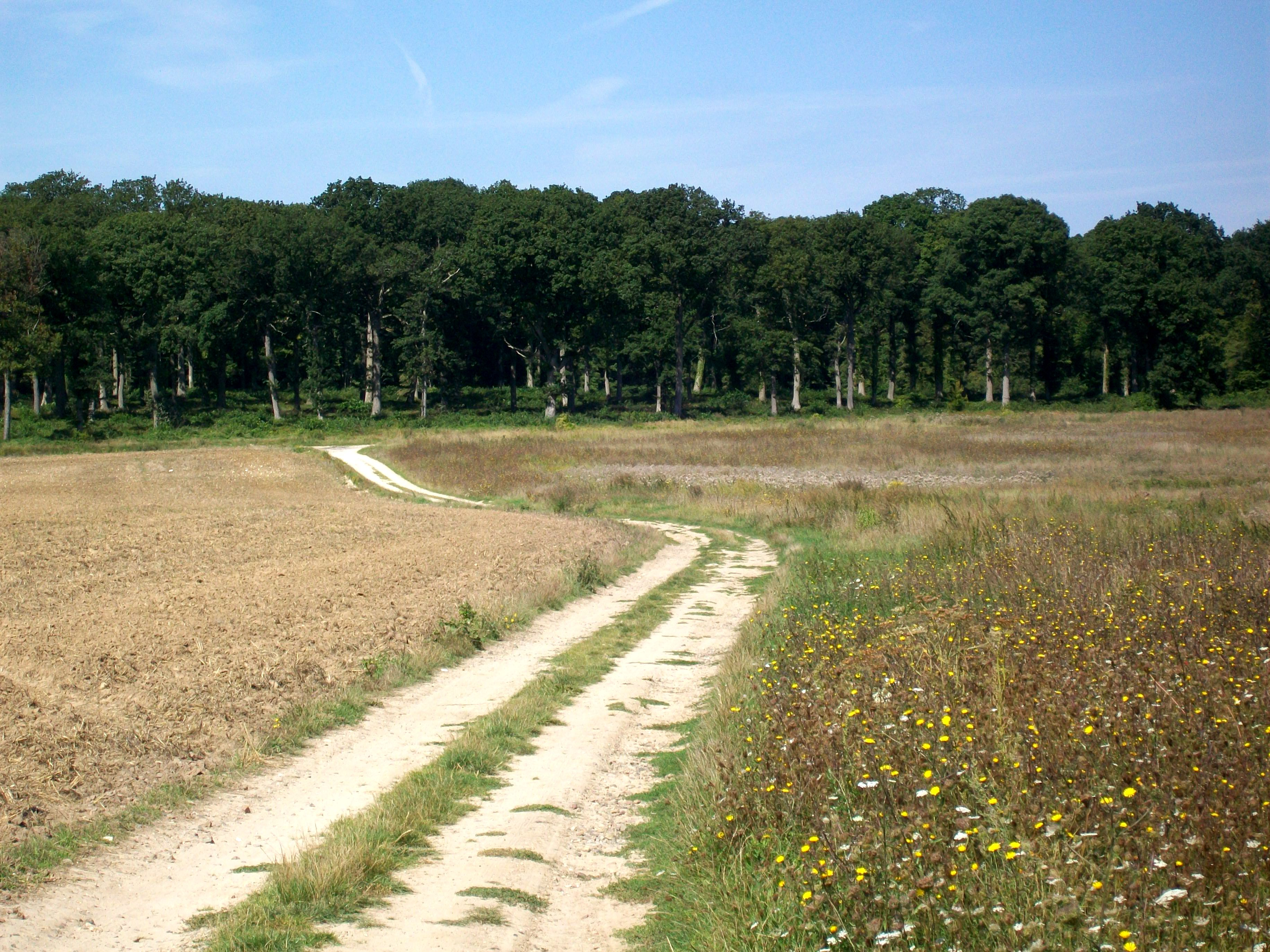
L'orée du bois de Perthe.

Le patrimoine paysager de Montagny-Sainte-Félicité est protégée par une ZNIEFF type 1 « Site d'échanges interforestiers (passage de grands mammifères) de Retz à Ermenonville », n° national 220005076. La moitié occidentale de la commune (à l'ouest de la RD 100 au nord, et de la voie communale de Silly-le-Long au sud) fait partie du vaste site naturel inscrit de la vallée de la Nonette, créé par arrêté du 6 février 1970.
Ce site inscrit a préfiguré le Parc naturel régional Oise-Pays de France pour sa partie située dans l'Oise, créé par décret du 13 janvier 2004 et incorporant l'ensemble de la commune de Montagny.
Une petite partie du territoire communal entre aussi dans le site naturel classé de la forêt d'Ermenonville, à savoir le secteur entre le village et la lisière de la forêt.

## Urbanisme
La commune a conservé son aspect rural en maitrisant son urbanisation, et en conservant des activités économiques en lien avec la ruralité : quelques artisans, quatre exploitations agricoles et une activité maraîchère et fruitière avec des serres de fraises et des cultures d'asperges. Montagny a conservé son esprit villageois, avec des associations dynamiques. Membre du parc naturel régional Oise-Pays de France, la commune de Montagny-Sainte-Félicité dispose d'un patrimoine historique avec notamment son église-halle, esseulée en dehors du village au milieu d'une étendue de champs, marquant l'horizon environnant.

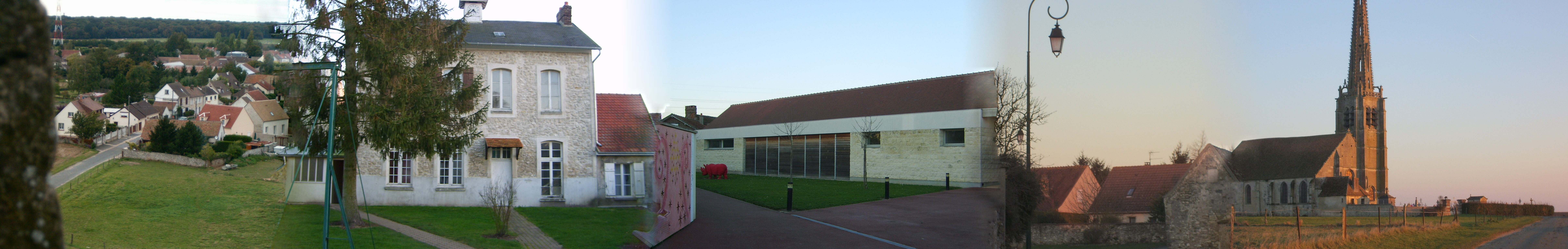
Quelques vues du village.

### Typologie
Au 1er janvier 2024, Montagny-Sainte-Félicité est catégorisée commune rurale à habitat dispersé, selon la nouvelle grille communale de densité à sept niveaux définie par l'Insee en 2022.
Elle est située hors unité urbaine. Par ailleurs la commune fait partie de l'aire d'attraction de Paris, dont elle est une commune de la couronne,.

### Occupation des sols

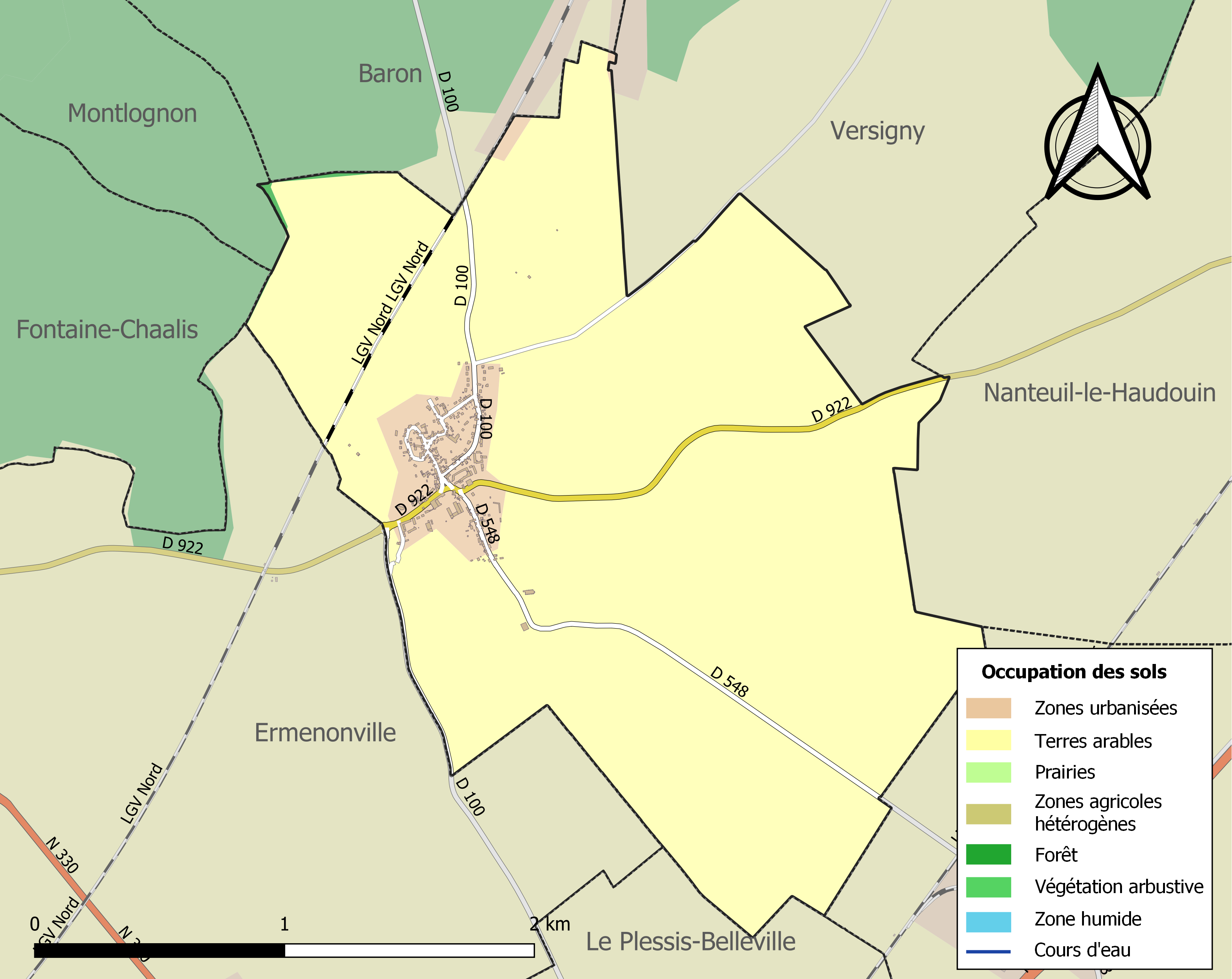
Carte des infrastructures et de l'occupation des sols de la commune en 2018 (CLC).

L'occupation des sols de la commune, telle qu'elle ressort de la base de données européenne d'occupation biophysique des sols Corine Land Cover (CLC), est marquée par l'importance des territoires agricoles (94,8 % en 2018), une proportion identique à celle de 1990 (94,8 %).
La répartition détaillée en 2018 est la suivante : terres arables (94,8 %), zones urbanisées (4,8 %), zones industrielles ou commerciales et réseaux de communication (0,2 %), forêts (0,2 %).
L'évolution de l'occupation des sols de la commune et de ses infrastructures peut être observée sur les différentes représentations cartographiques du territoire : la carte de Cassini (XVIIIe siècle), la carte d'état-major (1820-1866) et les cartes ou photos aériennes de l'IGN pour la période actuelle (1950 à aujourd'hui).

### Habitat et logement
En 2021, le nombre total de logements dans la commune était de 183, alors qu'il était de 182 en 2016 et de 175 en 2011.
Parmi ces logements, 90,1 % étaient des résidences principales, 1,7 % des résidences secondaires et 8,3 % des logements vacants. Ces logements étaient pour 95,1 % d'entre eux des maisons individuelles et pour 4,3 % des appartements.
Le tableau ci-dessous présente la typologie des logements à Montagny-Sainte-Félicité en 2021 en comparaison avec celle de l'Oise et de la France entière. Une caractéristique marquante du parc de logements est ainsi la faible proportion des résidences secondaires et logements occasionnels (1,7 %) par rapport au département (2,4 %) et à la France entière (9,7 %).
| Typologie                                               | Montagny-Sainte-Félicité | Oise | France entière |
| ------------------------------------------------------- | ------------------------ | ---- | -------------- |
| Résidences principales (en %)                           | 90,1                     | 90,5 | 82,2           |
| Résidences secondaires et logements occasionnels (en %) | 1,7                      | 2,4  | 9,7            |
| Logements vacants (en %)                                | 8,3                      | 7    | 8,1            |

### Voies de communication et transports
L'ancienne route nationale 322 (actuelle RD 922) est la seule route importante traversant le village, dans un sens est-ouest et donne accès à Nanteuil-le-Haudoin et Fosses
La RD 100 est la seconde route départementale sur la commune, orientée dans un sens nord-sud. Au Plessis-Belleville au sud, elle établit la connexion avec la RN 2, voie express vers Paris. Au nord, la RD 100 se dirige vers Baron (RD 330a), Rully (RD 1324) et Villeneuve-sur-Verberie (RD 1324..
La commune est desservie, en 2023, par les lignes 636, 6214, 6403, 6411 et 6448 du réseau interurbain de l'Oise.
La LGV Nord traverse l'ouest du territoire communal, mais la station de chemin de fer la plus proche est la gare de Nanteuil-le-Haudouin, desservie par des trains TER Hauts-de-France, qui effectuent des missions entre les gares de Paris-Nord et de Laon et par le Transilien Paris-Nord (ligne K).

## Toponymie

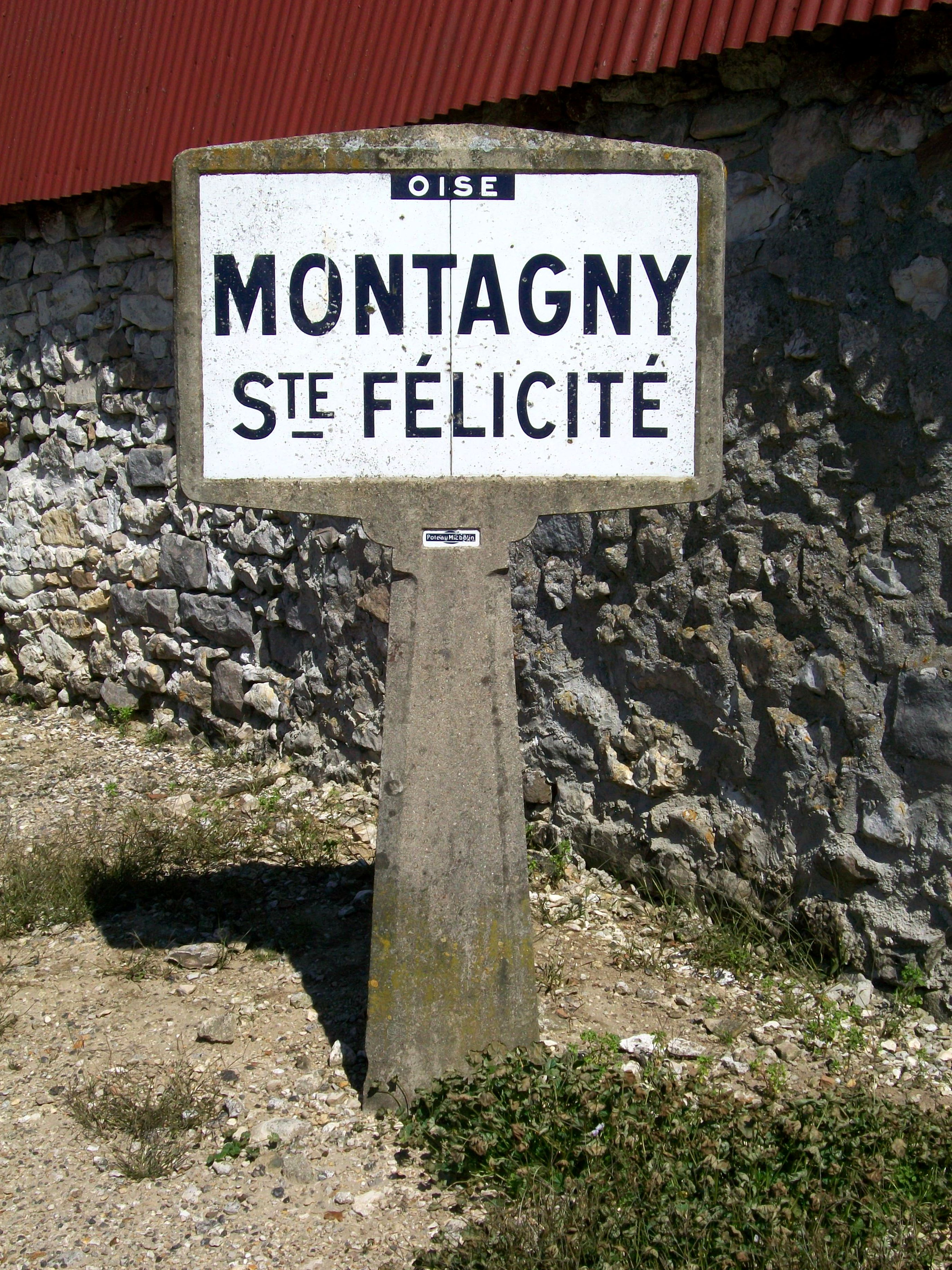

Le nom de la localité est attesté sous les formes apud Montaniacum in pago Silvanectensi (vers 1150) ; Montagny (1207) ; Mantegni (1214) ; Renaudus de Montigniaco juxta Challiz (1237) ; Montengny (1290) ; Montegniacum (vers 1310) ; Montaigny (1484) ; Montaigny sainte Felixe (1516) ; Montagny sainte Felize (1535) ; Montaigny saincte felice (1559) ; Montaigny (1560) ; Monteigny (1560) ; sancta Felicitas de Montiniaco (XVIe) ; Montaigny S. Felice (XVIe) ; Montagny St Felice (1667) ; Montagny sainte felise (vers 1750) ; Montagny-Marat (1794) ; Montagny-Sainte-Félicité (1840).

Montagny vient de « montaniacum », domaine (acum) d'un romain du nom de Montanius[réf. nécessaire].
Sainte-Félicité est un hagiotoponyme qui fait référence à Félicité de Rome, l'église lui est dédiée.

## Politique et administration

### Rattachements administratifs et électoraux

#### Rattachements administratifs
La commune se trouve dans l'arrondissement de Senlis du département de l'Oise.
Elle faisait partie depuis 1793 du canton de Nanteuil-le-Haudouin. Dans le cadre du redécoupage cantonal de 2014 en France, cette circonscription administrative territoriale a disparu, et le canton n'est plus qu'une circonscription électorale.

#### Rattachements électoraux
Pour les élections départementales, la commune fait partie depuis 2014 d'un nouveau canton de Nanteuil-le-Haudouin porté de 19 à 46 communes..
Pour l'élection des députés, elle fait partie de la quatrième circonscription de l'Oise.

### Intercommunalité
Montagny-Sainte-Félicité est membre de la communauté de communes du Pays de Valois, un établissement public de coopération intercommunale (EPCI) à fiscalité propre créé en 1997 et auquel la commune a transféré un certain nombre de ses compétences, dans les conditions déterminées par le code général des collectivités territoriales.

### Liste des maires
| Période                                  | Période                        | Identité         | Étiquette | Qualité |
| ---------------------------------------- | ------------------------------ | ---------------- | --------- | --- |
| Les données manquantes sont à compléter. |                                |                  |           | |
|                                          |                                |                  |           | |
| 1883                                     | septembre 1918                 | Léon Corbie      |           | |
| septembre 1918                           | 1919                           | M. Delorme       |           | Maire par intérim |
| 1919                                     | octobre 1922                   | Georges Michon   |           | |
| octobre 1922                             | 1929                           | Jean Herbin      |           | |
| 1929                                     | septembre 1932                 | Francis Derlique |           | |
| décembre 1932                            | mars 1958                      | Pierre Corbie    |           | |
| juillet 1958                             | 1977                           | Yvonne Corbie    |           | |
| 1977                                     | 1989                           | Gérard Bernard   |           | |
| mai 1989                                 | En cours (au 1er janvier 2025) | Jean-Paul Douet  | PS        | Cadre retraité Conseiller général de Nanteuil-le-Haudouin (1998 → 2015) Vice-président du conseil général de l'Oise (2004 → 2015) Réélu pour le mandat 2020-2026, |

### Instances de démocratie participative
La commune dispose d'un conseil municipal d'enfants, instauré en 1990.

## Équipements et services publics

### Enseignement
Les enfants de la commune sont scolarisés avec ceux d'Ermenonville dans le cadre d'un regroupement pédagogique intercommunal.

## Population et société
Les habitants sont appelés les Montaféliciens.

### Évolution démographique
L'évolution du nombre d'habitants est connue à travers les recensements de la population effectués dans la commune depuis 1793. Pour les communes de moins de 10 000 habitants, une enquête de recensement portant sur toute la population est réalisée tous les cinq ans, les populations de référence des années intermédiaires étant quant à elles estimées par interpolation ou extrapolation. Pour la commune, le premier recensement exhaustif entrant dans le cadre du nouveau dispositif a été réalisé en 2004.

En 2022, la commune comptait 431 habitants, en évolution de +2,62 % par rapport à 2016 (Oise : +0,87 %, France hors Mayotte : +2,11 %).
| 1793 | 1800 | 1806 | 1821 | 1831 | 1836 | 1841 | 1846 | 1851 |
| ---- | ---- | ---- | ---- | ---- | ---- | ---- | ---- | ---- |
| 507  | 522  | 501  | 468  | 518  | 486  | 474  | 488  | 473  |

| 1856 | 1861 | 1866 | 1872 | 1876 | 1881 | 1886 | 1891 | 1896 |
| ---- | ---- | ---- | ---- | ---- | ---- | ---- | ---- | ---- |
| 428  | 430  | 439  | 443  | 473  | 431  | 412  | 422  | 424  |

| 1901 | 1906 | 1911 | 1921 | 1926 | 1931 | 1936 | 1946 | 1954 |
| ---- | ---- | ---- | ---- | ---- | ---- | ---- | ---- | ---- |
| 389  | 353  | 333  | 308  | 317  | 325  | 349  | 304  | 319  |

| 1962 | 1968 | 1975 | 1982 | 1990 | 1999 | 2004 | 2006 | 2009 |
| ---- | ---- | ---- | ---- | ---- | ---- | ---- | ---- | ---- |
| 299  | 331  | 334  | 336  | 407  | 405  | 411  | 421  | 409  |

| 2014 | 2019 | 2022 | - | - | - | - | - | - |
| ---- | ---- | ---- | - | - | - | - | - | - |
| 419  | 412  | 431  | - | - | - | - | - | - |

### Pyramide des âges
La population de la commune est relativement jeune.
En 2018, le taux de personnes d'un âge inférieur à 30 ans s'élève à 33,7 %, soit en dessous de la moyenne départementale (37,3 %). À l'inverse, le taux de personnes d'âge supérieur à 60 ans est de 26,7 % la même année, alors qu'il est de 22,8 % au niveau départemental.
En 2018, la commune comptait 208 hommes pour 208 femmes, soit un taux de 50 % de femmes, légèrement inférieur au taux départemental (51,11 %).
Les pyramides des âges de la commune et du département s'établissent comme suit.
| Hommes | Classe d’âge | Femmes |
| ------ | ------------ | ------ |
| 0,0    | 90 ou +      | 0,0    |
| 5,3    | 75-89 ans    | 6,3    |
| 22,3   | 60-74 ans    | 19,4   |
| 18,4   | 45-59 ans    | 21,8   |
| 18,4   | 30-44 ans    | 20,4   |
| 14,6   | 15-29 ans    | 15,0   |
| 20,9   | 0-14 ans     | 17,0   |

| Hommes | Classe d’âge | Femmes |
| ------ | ------------ | ------ |
| 0,5    | 90 ou +      | 1,4    |
| 5,5    | 75-89 ans    | 7,6    |
| 15,6   | 60-74 ans    | 16,3   |
| 20,8   | 45-59 ans    | 20     |
| 19,4   | 30-44 ans    | 19,4   |
| 17,6   | 15-29 ans    | 16,2   |
| 20,6   | 0-14 ans     | 19,1   |

## Culture locale et patrimoine

### Lieux et monuments
Montagny-Sainte-Félicité compte un monument historique sur son territoire :
- Église Sainte-Félicité, rue du Moutier, à l'extérieur du village au sud  Classée MH (1862)[31]) :

Elle a été donnée à l'abbaye Saint-Vincent de Senlis en 1154, qui établit un prieuré au nord de l'église, et reste le collateur de la cure jusqu'à la Révolution française.
Les éléments les plus anciens de l'église actuelle remontent seulement au XIIIe siècle ; ce sont les supports des voûtes des deux travées droites du chœur, mais l'église a été entièrement reconstruite entre 1510 et 1525 environ, dans le style gothique flamboyant. La façade et le clocher sont un peu plus récents, et appartiennent déjà à la Renaissance.
C'est surtout pour sa haute et gracieuse flèche en pierre que l'église Sainte-Félicité est connue : elle culmine à 65 m de hauteur, et n'est dépassée, dans le département, que par la cathédrale de Senlis.
Si l'architecture du reste de l'église ne montre que peu de particularités et reste presque austère, sauf à la façade et au chevet, elle peut s'enorgueillir d'un beau et vaste retable de pierre, installé en 1568 et relatant le martyre de sainte Félicité de Rome, patronne de l'église,,,.
On peut également signaler : 

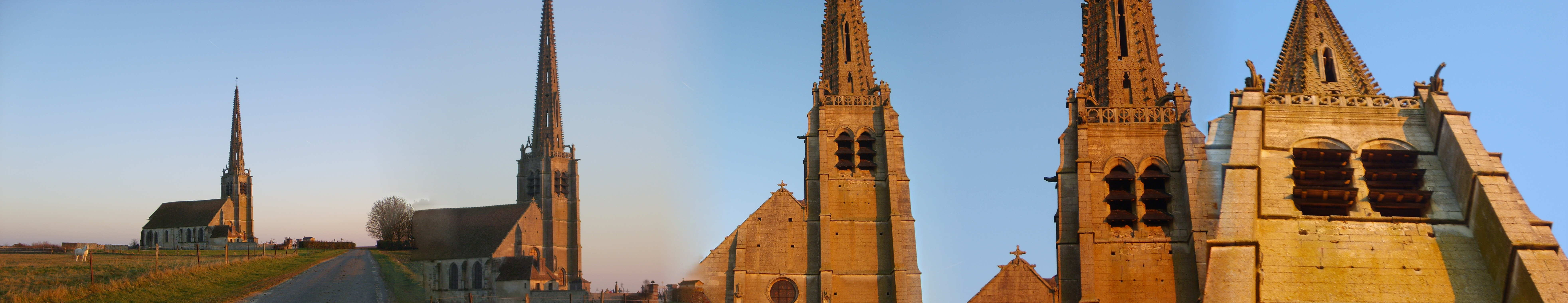
L'église Sainte-Félicité de Montagny.

- L'abreuvoir, au carrefour rue du Moutier / RD 922 : Appelé localement « la mare », c'est un plan d'eau rectangulaire coincé entre la route et le mur d'enceinte d'une propriété privée. En l'absence de cours d'eau, une telle mare était important pour abreuver le bétail, mais aussi en cas d'incendie. Une seconde mare, plus petite, subsiste impasse des Grimpereaux, à l'ouest du village, en face de la ferme des Grimpereaux. La troisième mare, près de l'église, a aujourd'hui disparu[36].

- Les croix et calvaires : Montagny compte six croix et calvaires, symboles de protection, marquant les limites du village. Ils ont jadis servis d'étapes de processions, notamment le dimanche le plus proche du 10 juillet pour la fête de sainte Félicité.

Souvent ces croix ont été érigées par des paroissiens à l'occasion d'événements spécifiques de leur vie. En raison des destructions de symboles religieux à la Révolution, la plupart d'entre eux ne datent que du XIXe siècle et sont en fer forgé.
La croix à l'entrée nord du village, sur la RD 100, s'appelle la croix Ganneval. Les volutes entre les branches de la croix sont censées représenter des flammes comme métaphore du saint-Esprit. Près de l'église se trouvent la croix Mathieu (au coude de la route) et la croix Saint-Martin (face au portail), croix en bois entourée d'érables. S'y ajoute la croix de cimetière. Une cinquième croix se situe près de l'entrée ouest du village, place du Jeu d'arc, et une sixième sur la place du Fort au milieu du village.
- Place du Fort, où se trouvaot un bâtiment fortifié démoli vers 1807[38]..

- Fermes anciennes[38] : 
  - ferme du Tournebut ;
  - ferme de la Porte de Baron

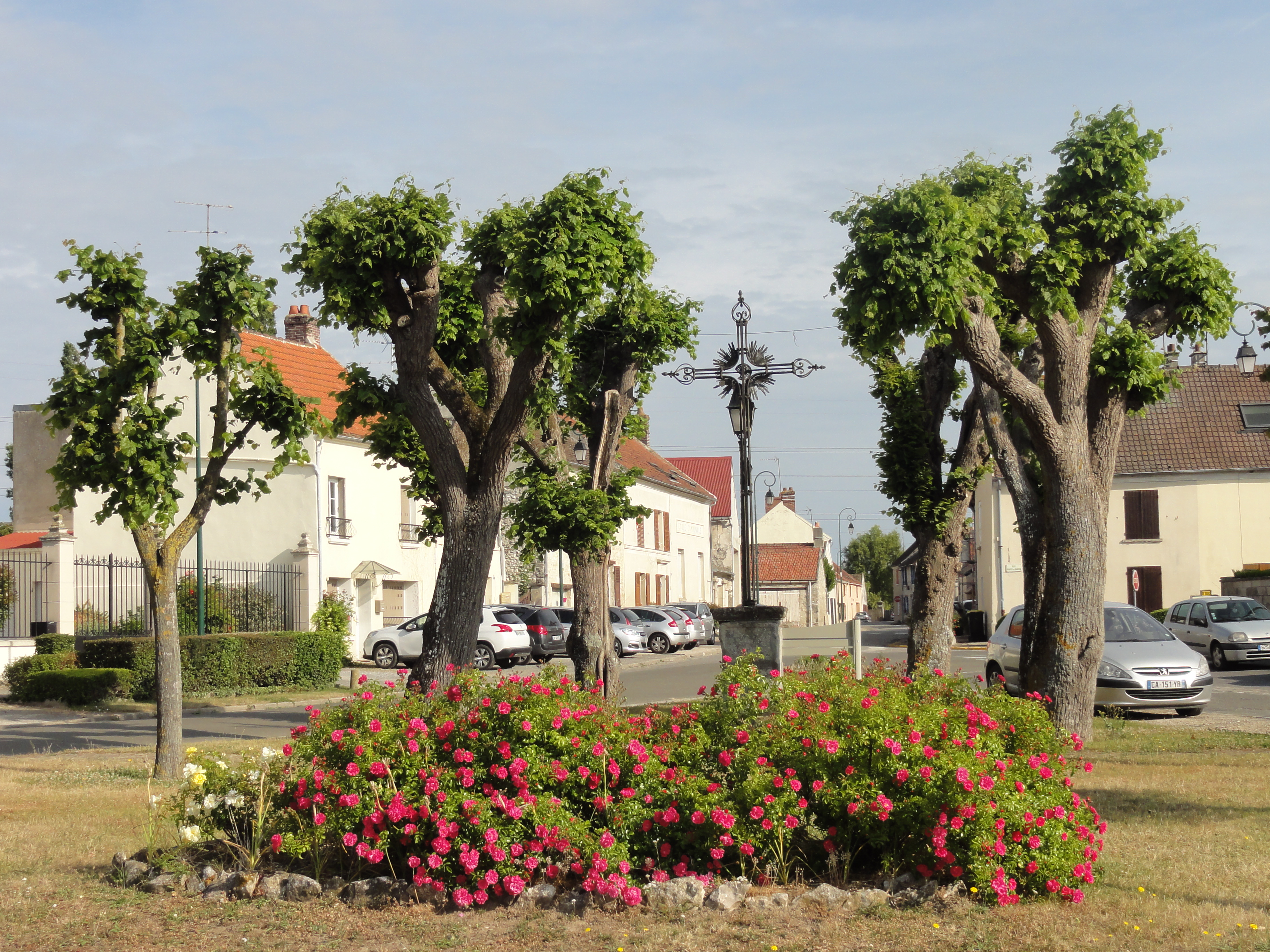
La place du Fort.
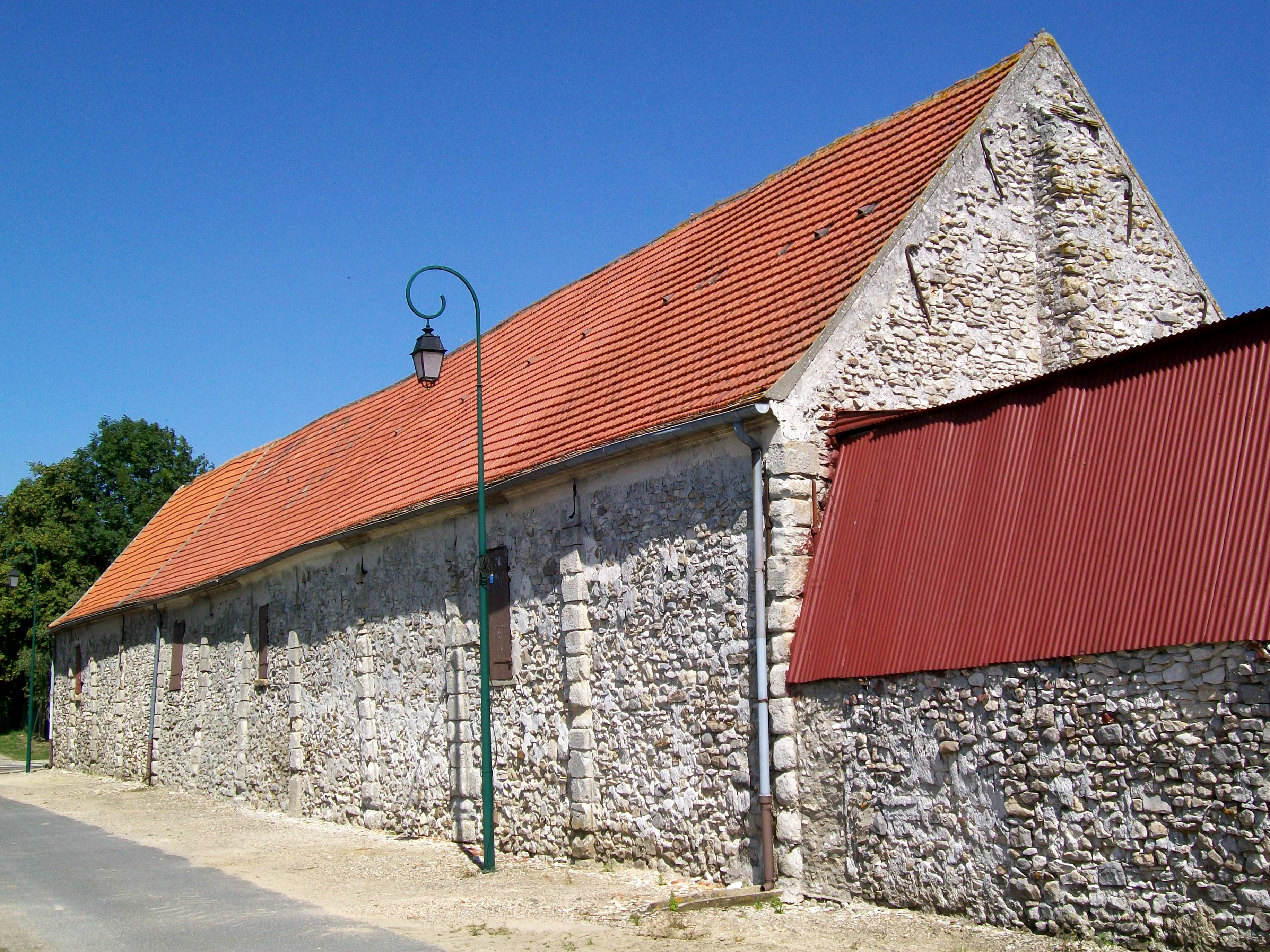
La ferme des Grimpereaux.
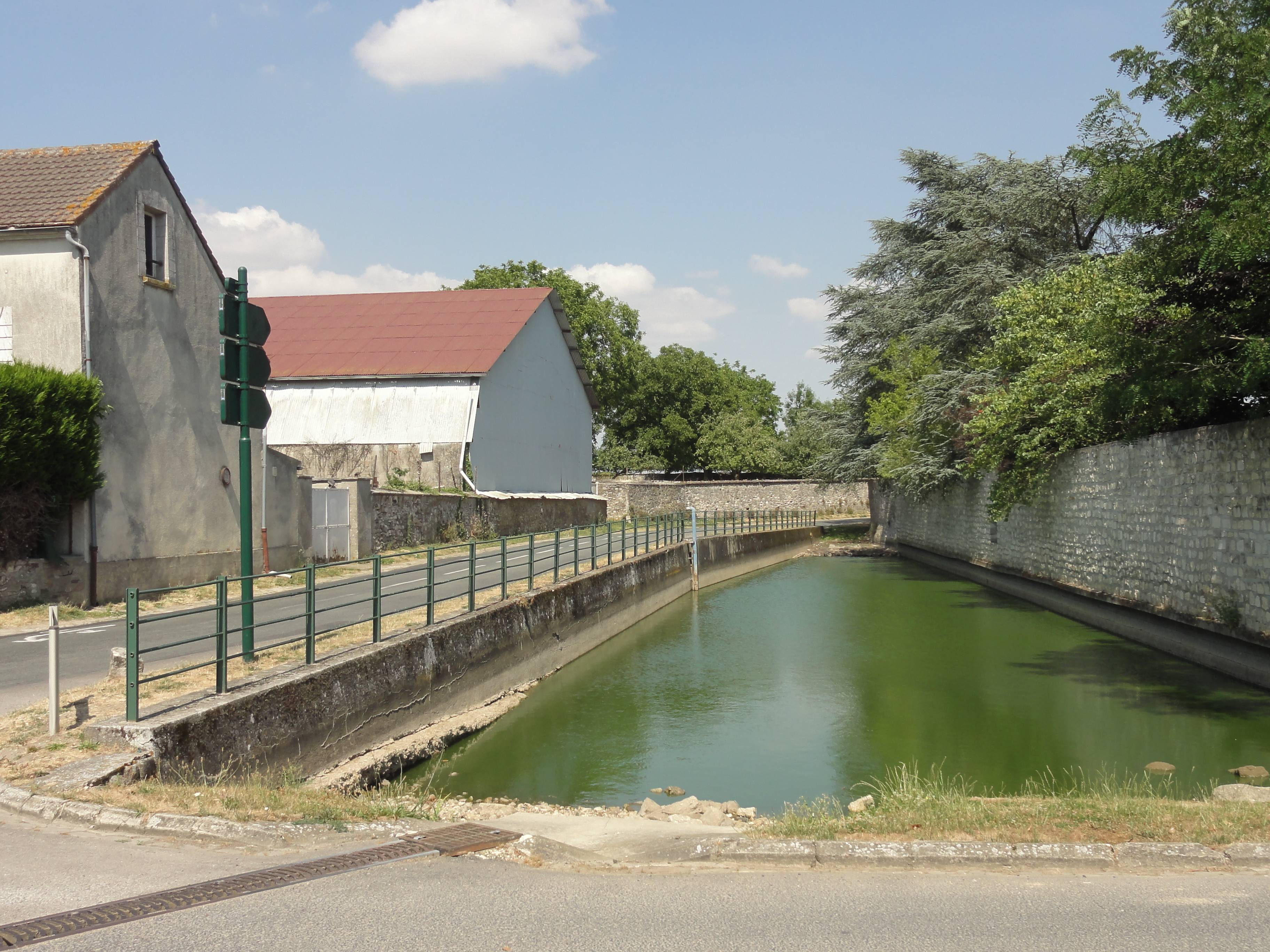
La mare-abreuvoir.
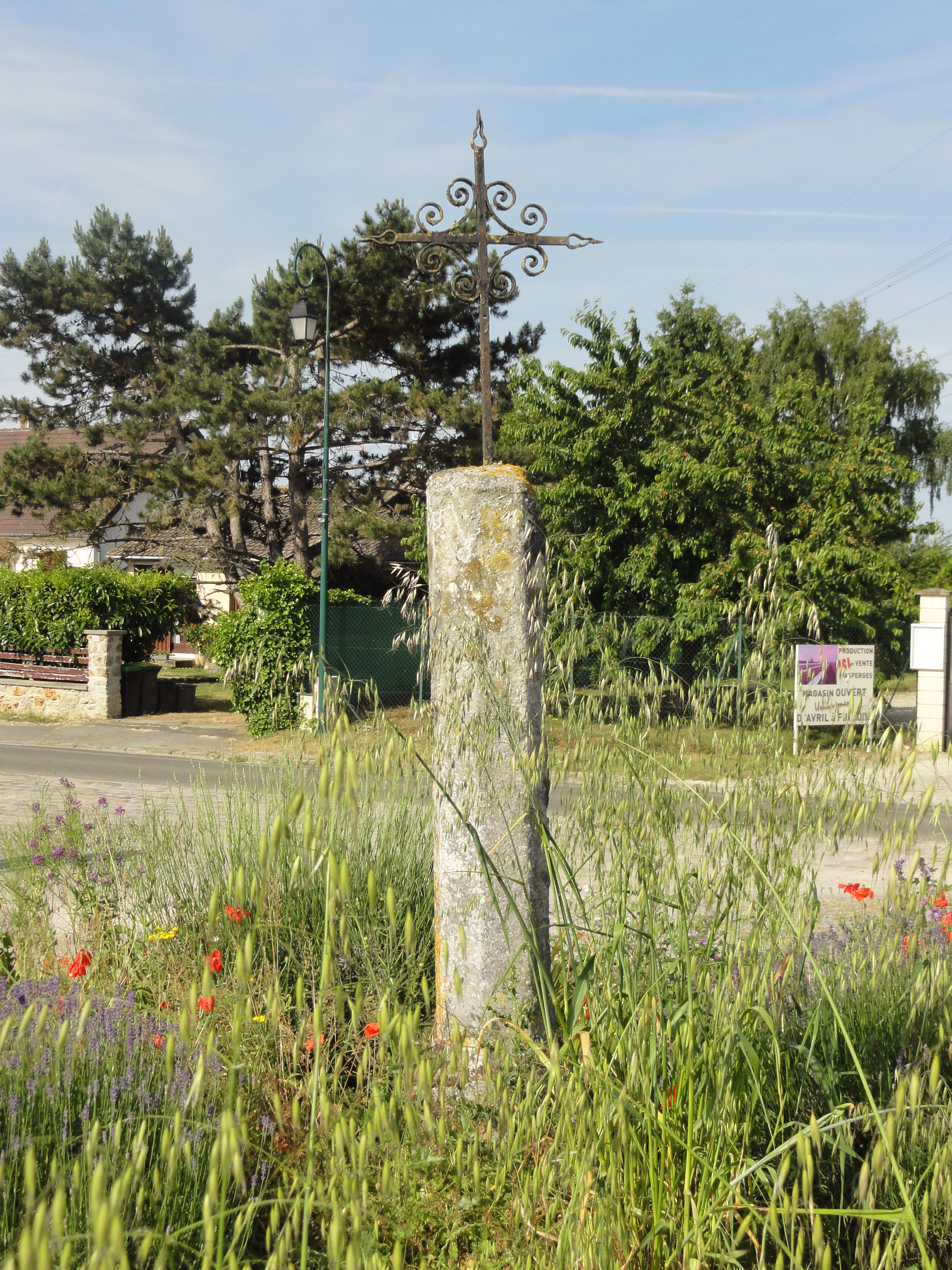
Croix Ganeval.

### Héraldique
| Blason de Montagny-Sainte-Félicité | Blason  | D'azur à la croix ancrée alésée d'argent.        |
| Blason de Montagny-Sainte-Félicité | Détails | Le statut officiel du blason reste à déterminer. |

## Pour approfondir